# Heinrich Adamy
Heinrich August Adamy (* 27. Januar 1812 in Landeshut, Landkreis Landeshut i. Schles., Provinz Schlesien; † 13. Oktober 1897 in Breslau) war ein deutscher Geograph und Lehrer. Er gilt bis heute als einer der bedeutendsten schlesischen Heimatgeographen.

## Biographie
Heinrich Adamy wuchs als Ältester von sieben Geschwistern als Sohn des Kaufmanns Heinrich Daniel Adamy (1778–1833) und der Dorothea geb. Beierlein (1787–1847) in Landeshut auf. Nach dem Abitur in der Heimatstadt begann Adamy in der benachbarten Stadt Hirschberg Geographie zu studieren und arbeitete ab dem 26. Oktober 1834 als Hilfslehrer an der evangelischen Stadtschule in Schweidnitz. Noch Ostern 1835 gab er allerdings jene Stellung auf und begann als Privatlehrer die Söhne des zu dieser Zeit amtierenden Oberpräsidenten der Provinz Posen Eduard von Flottwell in der Stadt Posen zu unterrichten; später lehrte Adamy dort als Lehrer an der Königlichen Louisenschule für Jungen. 1841 kehrte er in seine Heimatstadt zurück, wo er für zwei Jahre an einem Gymnasium für Jungen mit privatem Status lehrte. Von 1843 bis 1844 war Heinrich Schulleiter einer ebenfalls privaten Schule für Jungen. Ab 1844 war er 40 Jahre bis zu seinem Ruhestand als Lehrer eines königlichen Elitegymnasiums in der schlesischen Provinzhauptstadt Breslau tätig.
Adamy war mit Margaretha Glock verheiratet, welche nach 11 Monaten Ehe verstarb – Kinder aus dieser Ehe sind nicht bekannt. Sein Urgroßneffe war der ebenfalls als Geograph und Autor tätig gewesene Reinhard Stewig.
Neben der Tätigkeit als Lehrer erhielt Adamy besondere Bekanntschaft durch seine Bücher über schlesische Geographie, Topographie sowie Geschichte. Eines seiner bekanntesten Bücher ist dabei Die schlesischen Ortsnamen, ihre Entstehung und Bedeutung. Ein Bild aus der Vorzeit. Damit war er der erste in der Geschichte, welcher sich der Etymologie der schlesischen Ortsnamen widmete.
Ab 1860 war Adamy ein aktives Mitglied des Verein für Geschichte und Alterthum Schlesiens.

## Werke (Auswahl)
- Schlesien nach seinen physischen, topographischen und statistischen Verhältnissen. 5. verm. u. verb. Aufl., Trewendt, Breslau, 1880
- Das Weihnachtsbuch. Eine Festgabe für die Jugend., Stuttgart, Nitzschke, o. J. (ca. 1880)
- Geographie von Schlesien für den Elementar-Unterricht. 24. Aufl. M. e. illuminierten Karte von Schlesien., Breslau, Trewendt, 1887
- Die schlesischen Ortsnamen, ihre Entstehung und Bedeutung. Ein Bild aus der Vorzeit, Breslau, Priebatsch, 2. verm. u. verb. Aufl.1888
- Geographie von Schlesien. 30. Aufl., Trewendt, Breslau, 1900.